# Kalra
Kalra fou un estat tributari protegit del tipus zamindari al districte de Shahpur al Panjab (Pakistan).
Tenia una superfície de 34 km² i estava governat per la família Tiwana. El seu origen estava en els serveis a favors dels britànics en el motí de 1857 fets per Malik Sahib Khan Khan Bahadur de Mitha Tiwana, que en recompensa va obtenir un territori format per terres buides; però hi va construir un canal de reg i va esdevenir un dels zamindaris més valuosos comparativament. El seu fill Malik Umar Hayat el va succeir el 1879. La nissaga també posseïa terres a altres llocs del districte de Shahpur, al districte de Jhelum i al districte de Lyallpur.